# Балатопар
Балатопар (каз. Балатопар) — село в Балхашском районе Алматинской области Казахстана. Административный центр Балатопарского сельского округа. Находится примерно в 134 км к западу от села Баканас. Код КАТО — 193659100.

## Население
В 1999 году население села составляло 1836 человек (911 мужчин и 925 женщин). По данным переписи 2009 года, в селе проживало 1918 человек (956 мужчин и 962 женщины).

## Топографические карты
- Лист карты L-43-102 Балатопар. Масштаб: 1 : 100 000. Состояние местности на 1982 год. Издание 1987 г.